# CCプラザ
CCプラザ（しーしーぷらざ）は、広島県三次市にかつて存在したショッピングセンター。正式名称は「協同組合三次ショッピングセンター」。

## 概要
協同組合三次ショッピングセンターが運営するショッピングセンター。
キャッチフレーズは「人と人がつながるCCプラザ」。CCは COMMUNITY & CULTURE の略。
1972年（昭和47年）3月に「みよしプラザ」という名称で、広島県北初の大型商業施設として開業した。
1988年（昭和63年）に「CCプラザ」へと改称。
1995年（平成7年）、建物内を一部改装しリニューアルオープン。
施設の老朽化を理由に2022年（令和4年）3月31日に閉店し、50年の歴史に幕を閉じた。
閉店後、協同組合三次ショッピングセンターと大和ハウス工業グループの大和リースが共同で建て替え工事に着手することを発表。2023年（令和5年）11月16日に新施設「フレスポ三次プラザ」を開業。

## 閉店時の主な店舗
- マルショク
- リトルマーメイド
- すき家
- 不二家
- カーブス
- 得得屋
- ハニーズ
- ヤマスイ
- 中元クリーニング
- きもののやしま

## 今宮戎神社
CCプラザ屋上には今宮戎神社が建立されていたが、CCプラザの閉館に伴い、2022年11月に三次市十日市町の鷺神社境内に遷座された。